# Tommy Dorward
Pas d'image ? Cliquez ici

a Compétitions nationales et continentales officielles uniquement.

b Matchs officiels uniquement.
Thomas Fairgrieve Dorward, né le 27 mars 1916 à Galashiels et mort le 5 mars 1941 dans la même ville, est un joueur de rugby à XV qui a évolué au poste de demi de mêlée pour l'équipe d'Écosse de 1938 à 1939.

## Biographie
Tommy Dorward a eu sa première cape internationale à l'âge de 21 ans le 5 février 1938, à l'occasion d’un match contre l'équipe du pays de Galles. Il évolue pour l'équipe d'Écosse qui remporte la triple couronne en 1938. Tommy Dorward connaît sa dernière cape internationale à l'âge de 22 ans le 18 mars 1939, à l'occasion d'un match contre l'équipe d'Angleterre.

## Statistiques en équipe nationale
- 5 sélections avec l'équipe d'Écosse
- 4 points (1 drop)
- Sélections par année : 3 en 1938, 2 en 1939.
- Tournois britanniques de rugby à XV disputés : 1938, 1939.